# أحمد حاتم
أحمد حاتم (25 ديسمبر 1987 -)، ممثل مصري.

## عن حياته
ولد في حي الدقي بالقاهرة. والده هو نائب رئيس تحرير جريدة الأهرام. درس الإعلام متخصصا في مجال البث. أول أدواره كان في فيلم أوقات فراغ عام 2006 تلته عدة أعمال في السينما والتلفزيون.

## مسيرته الفنية
تمكن أحمد حاتم من إثبات مكانته كممثل ناجح والانطلاق إلى النجومية من خلال شخصية حازم في فيلم أوقات فراغ (2006)، وقد رشحه للدور مدرب التمثيل محمد عبد الهادي، ثم حقق الفيلم نجاحاً كبيراً سواء على المستوى النقدي والجماهيري لصدقه في تقديم حياة مجموعة من المراهقين المرتبكين. النجاح أتاح لـحاتم أن يصبح الممثل المفضل لكثير من المخرجين بفئته العمرية كشاب، ومنهم شريف عرفة، أحمد نادر جلال، عثمان أبو لبن، هادي الباجوري، بيتر ميمي، محمد جمال العدل وحسين المنباوي.
دفع هذا حاتم لتنويع اختيارات أدواره لبناء رصيد فني واسع، فمنها فيلم الإثارة والتشويق المركب (2011)، والرومانسي قصة حب (2019) مع هنا الزاهد التي التقى بها مرة أخرى في فيلم الخيال الكوميدي الغسالة (2020) مع النجم محمود حميدة، والذي كان قد شارك معه سابقاً في دور الإرهابي بفيلم في يوم من الأيام (2017). كما ظهر حاتم كطالب يمارس أعمال القرصنة عبر الإنترنت في الهرم الرابع (2016)، وشارك في العمل التاريخي الكنز بجزئيه في 2017 و2019 مع المخرج الكبير شريف عرفة.
من بين المسلسلات الناجحة التي شارك فيها حاتم؛ فيرتيجو (2012)، ثم ابن حلال (2014)، كما أثار الجدل بدور اليهودي المتعصب في حارة اليهود (2015)، وشارك النجمة يسرا في مسلسلي فوق مستوى الشبهات (2016) ولدينا أقوال أخرى (2018)، وفي نفس العام شارك حاتم في بطولة مسلسل رسايل، ثم مسلسل حكايتي في العام التالي، كما شارك هند صبري وظافر العابدين في بطولة حلاوة الدنيا (2017).
ومن أحدث أعمال حاتم المنتظر عرضها الرومانسي قمر 14 للمخرج هادي الباجوري، وهو بطولة جماعية تضم النجم شيرين رضا، أحمد مالك وخالد النبوي، والفيلم الحربي السرب الذي يؤدي فيه دور طيّار مقاتل بالقوات الجوية المصرية، من إخراج أحمد نادر جلال، والرومانسي عروستي الذي تشاركه بطولته جميلة عوض، ومن إخراج محمد بكير.
وحالياً يصور أحمد حاتم فيلم عاشق مع أسماء أبو اليزيد والمخرج عمرو صلاح، ومسلسل شقة 6 العين الثالثة، كما يستعد لبدء تصوير الجزء الثاني من مسلسل ليه لأ مع النجمة منة شلبي، وهو من إخراج مريم أبو عوف وتأليف مريم نعوم ومن المقرر عرضه على منصة شاهد.
ويحرص أحمد حاتم على المشاركة في مبادرات لدعم اللاجئين وزيارة مخيماتهم لتقديم المساعدات إليهم، وذلك بالتعاون مع المفوضية السامية للأمم المتحدة لشؤون اللاجئين. كما أطلق حاتم مبادرة عربية الخير في رمضان 2020، وهي مبادرة لتوزيع وجبات الإفطار على الصائمين من المحتاجين في شوارع القاهرة، وبالتعاون مع المفوضية اتسعت دائرة عربية الخير لتشمل اللاجئين أيضاً.

## أعماله

### الأفلام
| سنة الإنتاج | الفيلم              | الشخصية                 |
| ----------- | ------------------- | ----------------------- |
| 2006        | أوقات فراغ          | حازم                    |
| 2007        | الماجيك             | وائل                    |
| 2009        | لمح البصر           | فؤاد الصاوي             |
| 2011        | المركب              | أمير                    |
| 2011        | السندرة (فيلم قصير) | علاء                    |
| 2016        | الهرم الرابع        | يوسف حجاج               |
| 2017        | الكنز               | حسن بشر الكتاتني        |
| 2017        | يوم من الأيام       | الإرهابي                |
| 2019        | الكنز 2             | حسن بشر الكتاتني        |
| 2019        | قصة حب              | يوسف                    |
| 2019        | الكنز 2             | حسن بشر الكتاتني        |
| 2020        | الغسالة             | عمر هاشم الضبع - الحاضر |
| 2020        | حظر تجول            | طارق                    |
| 2021        | موسى                | ضيف شرف (يوسف حجاج)     |
| 2021        | عروستي              | شريف كناري              |
| 2021        | قمر 14              | إبراهيم                 |
| 2023        | المطاريد            | صلاح                    |
| 2023        | أنا لحبيبي          | ضيف شرف                 |
| 2023        | حسن المصري          | حسن                     |
| 2024        | عاشق                | مالك                    |

### في التلفزيون
| سنة الإنتاج | اسم المسلسل          | الشخصية      |
| ----------- | -------------------- | ------------ |
| 2010        | لحظات حرجة 2         | يوسف         |
| 2012        | فيرتيجو              | علاء         |
| 2012        | لحظات حرجة 3         | يوسف         |
| 2013        | أحلى أيام            | كريم         |
| 2013        | نكدب لو قلنا مابنحبش | ادم          |
| 2014        | السيدة الأولى        | رامي         |
| 2014        | ابن حلال             | نائل         |
| 2015        | حواري بوخارست        | أحمد         |
| 2015        | حارة اليهود          | موسي         |
| 2015        | مريم                 |              |
| 2016        | فوق مستوى الشبهات    | عمر          |
| 2016        | نوايا بريئة          | خالد الحناوي |
| 2017        | كلبش                 | الإرهابي     |
| 2017        | جيران 2              |              |
| 2017        | حلاوة الدنيا         | حسن          |
| 2018        | رسايل                | سامح         |
| 2018        | لدينا أقوال أخرى     | علي نديم     |
| 2018        | الأب الروحي 2        | كرم          |
| 2018        | الشارع اللي ورانا    | سامح         |
| 2019        | حكايتي               | آدهم         |
| 2020        | طاقة حب              | أمير         |
| 2020        | لعبة النسيان         | ضيف شرف      |
| 2021        | حلوة الدنيا سكر      | نادر         |
| 2021        | شقة ستة              | يوسف         |
| 2021        | ليه لأ 2             | صلاح         |
| 2022        | أنا وهي              | سليم         |
| 2024        | عمر أفندي            | علي / عمر    |

## وصلات خارجية
- أحمد حاتم على موقع IMDb (الإنجليزية)
- أحمد حاتم على موقع قاعدة بيانات الأفلام العربية
- أحمد حاتم على موقع قاعدة بيانات الفيلم (الإنجليزية)